# 東浜村
東浜村（ひがしはまむら）は、香川県香川郡にあった村。

## 歴史
- 1890年2月15日 - 町村制施行に伴い、香川郡東浜村の大部分と福岡下村（ふくおかしもむら）が合併し、東浜村が発足。（東浜村の残部は同日市制施行の高松市へ編入）
- 1921年1月1日 - 高松市に編入され、同日東浜村は廃止。